# José Villar
José Ignacio Villar (Montevideo, 12 de abril de 1948) es un empresario y político uruguayo perteneciente al Partido Colorado.

## Biografía
Villar nació en Montevideo. Durante toda su vida mantuvo un perfil bajo en el ámbito político, a pesar de ser activo militante del Partido Colorado, más precisamente de la Lista 15. 
Es un reconocido empresario vinculado a la industria textil y a la forestal. Desde el 2005 hasta la fecha se desempeña como consultor de Comercio exterior. 
En el 2003, el entonces presidente de la República, Jorge Batlle lo designa como Ministro de Industria, Energía y Minería, cargo que mantiene hasta el 1 de marzo de 2005.  
A comienzos del 2010 fue propuesto como Candidato para la Intendencia de Montevideo en las elecciones de 2010, defendiendo a la Lista 18. Representa el sector minoritario de su partido, ya que la mayoría, representada por Vamos Uruguay apoya al otro candidato colorado, Ney Castillo. Ambos candidatos discreparon con el nuevo sistema de alcaldías instaurado en 2010.
De cara a las elecciones internas de 2019, Villar acompañó a Raúl Batlle en una lista apoyando la precandidatura de José Amorín Batlle.

## Documental
- Villar es una figura entrevistada en el documental de 2024 Jorge Batlle: entre el cielo y el infierno, dirigido por Federico Lemos.